# Овчининская волость
Овчининская волость — волость в составе Покровского уезда (к 1926 году входила в Александровский уезд) Владимирской губернии. Административным центром волости было село Овчинино.
Ныне территория Петушинского района Владимирской области

## История
В середине XII — начале XIII веков территория принадлежала Ростово-Суздальскому княжеству.
- 1881 год. Деревни Большие и Малые Горки отошли из Большегорецкой к Овчининской волости[3].
- 5 января 1921 года. По постановлению ВЦИК от 5 января 1921 года Покровский уезд ликвидирован. Образован Орехово-Зуевский уезд Московской губернии, куда вошли 11 волостей Покровского уезда (в том числе Овчининская волость)[3].
- 13 июня 1921 года. Вновь образован Киржачский уезд куда вошли Аргуновская и Овчининская волости из Орехово-Зуевского уезда[3].
- 1924 год. Постановлением ВЦИК от 8 мая ликвидирован Киржачский уезд и Кольчугинский район, а также Киржачская и Финеевская волости. Они переданы в Александровский уезд Владимирской губернии.  В Овчининскую волость вошли населённые пункты Аргуновской волости [3].

## Населённые пункты
По данным на 1905 год из книги Список населённых мест Владимирской губернии в Овчининскую волость входили следующие населённые места:
- Андреевский погост (25 жителей, 7 дворов)
- Бухолово (при деревне мельница Поливанова), ныне Бухлово
- Воскресенское (село; при нём имение М. И. Алексеева)
- Горки Большие (при деревне мельница общества Больших Горок и лесная сторожка Микулина)
- Горки Малые
- Гостец (при деревне сторожка Морозова)
- Желудьево
- Заболотье (при деревне лесная сторожка С. Морозова)
- Знаменское (село)
- Кошелево (при деревне лесная сторожка)
- Лакиборово («Латибирова» на картах А. И. Менде XIX века)
- Левахи (при деревне усадьба Топоркова и лесная сторожка Шапошникова)
- Митенино
- Мызжелово
- Новоселово
- Овчинино (село)
- Олехово (при деревне торфяное производство И. Н. Зимина и кирпичный завод Павлова)
- Памфилово (современное название деревни — «Панфилово»)
- Паньково (сельцо; при нём усадьба Поливанова и его же мельница)
- Петряево
- Потапово
- Петухово
- Тимино (при деревне лесные сторожки Арсентьева и Морозова)
- Харламово

## Волостное правление
По данным на 1900 год: волостной старшина — Матвей Иванович Шахров, писарь — Владимир Кириллович Жагрин.
По данным на 1910 год: волостной старшина — Василий Кондратьев, писарь — Александр Алексеев.

## Население
В 1890 году Овчининская волость Покровского уезда включает 9593 десятин крестьянской земли, 22 селения, 1029 крестьянских дворов (17 не крестьянских), 5858 душ обоего пола.
По данным на 1895 год общее число жителей волости — 5400 человек,

## Промыслы
По данным на 1895 год отхожими промыслами (плотники в Москве) занимается 1485 человек. В начале XX века осенью собирали на полях мелкие камни и складывали их в кучи у края дороги, зимой крестьяне продавали их на ближайших железнодорожных станциях. Сбором камней занимались в северных волостях уезда: Дубковской, Жаровской, Жердевской, Коробовщинской, Овчиннинской, Фуниково-Горской. Камень продавали по 13—18 рублей за кубический сажень.